# Émarèse
Émarèse est une commune éparse située dans la Vallée d'Aoste en Italie.

## Géographie
Le territoire d'Émarèse se situe à proximité du col de Joux. La maison communale se situe au hameau Érésaz, alors que sur cette même commune il existe un autre hameau dénommé Émarèse : cela fait d'Émarèse une commune éparse.

Localisation de la commune d'Émarèse à l'intérieur de la Vallée d'Aoste.

## Toponyme
L'historien valdôtain Robert Berton indique le toponyme latin Ima regia.
Si l'on compare les toponymes Émarèse, Érésaz (également francisé en Érèse) et Sommarèse, on peut considérer Érèse comme toponyme de base. Ce toponyme dériverait du latin arcensis qui indique un replat (cfr. village de Arcésaz à Brusson). Sommarèse serait donc composé par summo + arcensis, soit « replat supérieur », alors que Émarèse, soit imo + arcensis, signifierait « replat inférieur ».

## Histoire
Un tumulus protohistorique a été retrouvé dans le hameau de Cheissan en 1968.
Le pape Alexandre III cite la paroisse d'Émarèse dans sa bulle du 20 avril 1176.
Vers 1307 la paroisse fut supprimée et annexée à celle de Saint-Germain. En 1435, l'église paroissiale de Sommarèse est transférée à Émarèse, hameau plus central. Enfin par décret du 28 avril 1747, l'évêque d'Aoste Pierre-François de Sales érige définitivement la nouvelle paroisse d'Émarèse. Le cadastre des États Sardes de la paroisse d'Émarèse a été terminé le 11 novembre 1771, il recense 5.968 parcelles réparties entre 201 propriétaires-contribuables, soit 45 noms de famille différents.
Comme dans toute la Vallée d'Aoste, la population d'Émarèse est décimée lors de l'épidémie de peste en 1630.
Au XVIIe siècle, la commune d'Émarèse est achetée par la famille noble des Decré de Châtillon, qui par la suite adoptent le nom Decré d’Émarèse.

## Culture
Au hameau Érésaz se situe le siège du Centre d'études « abbé Trèves ».

## Personnalités liées à Émarèse
- Joseph-Marie Trèves - Curé et militant antifasciste, fondateur du mouvement La jeune Vallée d'Aoste.

## Économie
Depuis sa découverte en 1872 et plus particulièrement à partir de la décennie 1940 jusque vers 1970, une mine d'amiante située à Chassan-Settarme, entre Sommarèse et Chassan, située 1335 et 1485 mètres d'altitude, a été exploitée sur le territoire de la commune par la « Società Italiana Amianto ». En plus de l'exploitation de plusieurs aires, une décharge de déchets inertes contenant de l'amiante avait été implantée sur la commune. En 2011 un plan d'assainissement et de sécurisation du site principal de Chassan-Settarme a été approuvé. En 2012, l'aire polluée a été désignée comme « Site d'intérêt national » par la Commission parlementaire d'enquête sur les déchets
Émarèse fait partie de l’unité des communes valdôtaines du Mont-Cervin.

## Sport
Dans cette commune se pratique le tsan, l'un des sports traditionnels valdôtains.

## Administration
| Période                                  | Période     | Identité             | Étiquette     | Qualité  |
| ---------------------------------------- | ----------- | -------------------- | ------------- | -------- |
| 9 mai 2005                               | 24 mai 2010 | Fabrice-Marie Trèves | Liste civique | Syndic   |
| 24 mai 2010                              | En cours    | Lucina Grivon        | Liste civique | Syndique |
| Les données manquantes sont à compléter. |             |                      |               |          |

### Hameaux
Cheissan, Émarèse, Érésaz, Fontillun, Longeon, Ravet, La Saléraz, Sommarèse, Settarme

### Communes limitrophes
Brusson, Challand-Saint-Anselme, Challand-Saint-Victor, Montjovet, Saint-Vincent

## Galerie de photos

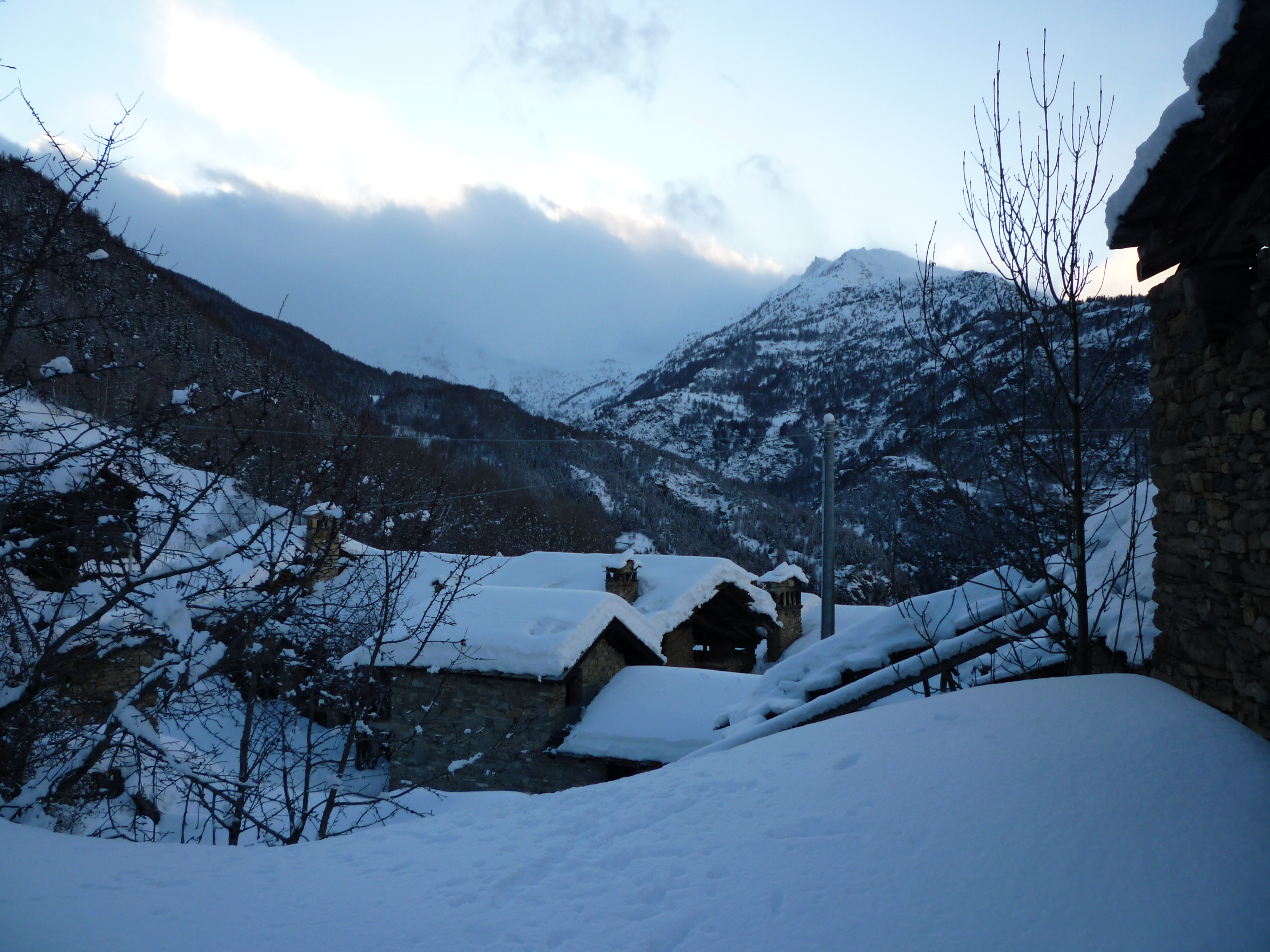
Le hameau de Sommarèse en hiver
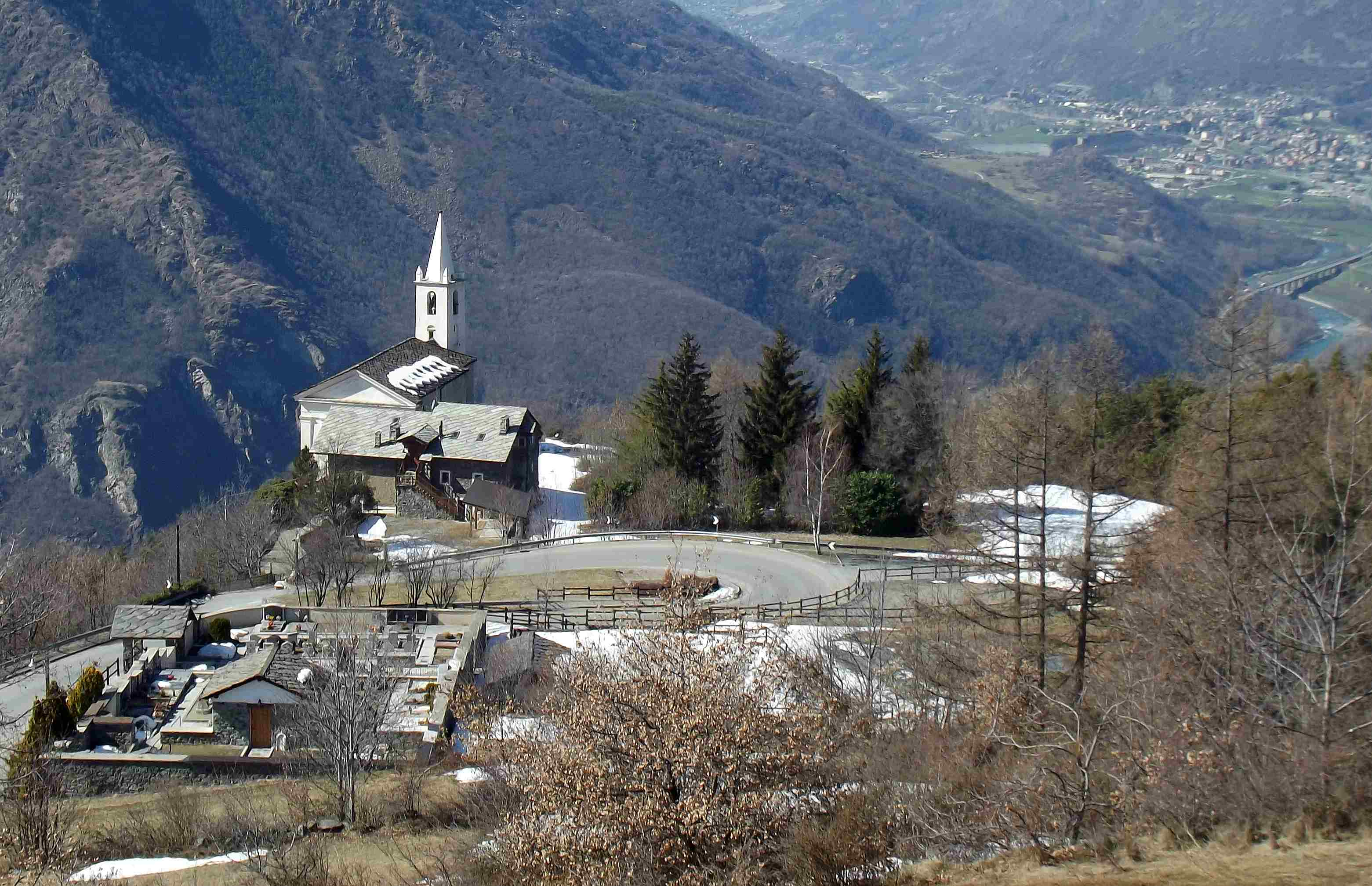
L'église paroissiale Saint-Pantaléon et le cimetière